# Olof Olofsson Wallengren
Olof Olofsson Wallengren, död 23 februari 1704 i Kristinehamn, var en svensk borgmästare.
Olof Olofsson Wallengren var son till bonden Olof Jonsson och Agneta Wismenia, samt gift med Elisabeth Carlberg. Han blev student vid Uppsala universitet 1670, under namnet Valgreen. Hans son, Olof, blev adlad med namnet Wallencrona.
Wallengren var borgmästare i Filipstads stad från 1680 och i Kristinehamns stad från 1693. 